# Calliandra grandiflora
Die Calliandra grandiflora ist eine Pflanzenart aus der Gattung Calliandra in der Unterfamilie der Mimosengewächse (Mimosoideae) innerhalb der Familie der Hülsenfruchtgewächse (Fabaceae). Sie stammt aus Mexiko und wurde schon in vorspanischer Zeit von den Azteken als Narkotikum genutzt. Noch heute findet sie Anwendung in der mexikanischen Volksmedizin. Diese Art und andere Calliandra-Arten werden wegen ihrer auffälligen roten Blütenstände, die an Puderquasten erinnern, weltweit als Zierpflanzen verwendet (siehe Puderquastenstrauch).

## Beschreibung

### Vegetative Merkmale
Calliandra grandiflora wächst als großer, verzweigter, immergrüner Strauch und erreicht Wuchshöhen von 3 bis 6 Meter. Die olivfarbene Rinde der Zweige ist dicht mit kurzen Haaren (Trichomen) bedeckt.
Die gegenständigen Laubblätter sind zweifach gefiedert. Die Rhachis ist dicht braun behaart. Es sind mindestens 15 Fiedern erster Ordnung vorhanden. Die 30 bis 60 Paare Fiederblättchen zweiter Ordnung stehen dicht zusammen. Die Fiederblättchen sind etwa 5 mm lang, lineal und länglich.

### Generative Merkmale
An den Zweigspitzen (endständig) werden in rispigen Gesamtblütenständen köpfchenförmige Teilblütenstände gebildet. Die Blütenköpfchen enthalten viele unscheinbare Blüten. Erst die etwa 5 cm langen, leuchtend roten Staubblätter verleihen dem Blütenstand ein puderquastenartiges Aussehen. Calliandra grandiflora blüht in den Tropen das ganze Jahr hindurch, doch reicht die Hauptblütezeit von Mai bis Oktober.
Die 7,5 bis 10 cm lang und 1,2 bis 1,8 cm breite Hülsenfrucht ist intensiv rot behaart. Die Hülsenfrüchte reifen vor allem im Februar. Die Samen sind lang und flach.

## Verbreitung und Klima
Calliandra grandiflora benötigt warmes bis feucht-heißes Klima und verträgt weder Kälte noch Frost. Er ist in den tropischen Zonen Mittel- und Südamerikas zu finden.

## Geschichte und Systematik
Diese Art wurde 1788 unter dem Namen Mimosa grandiflora durch Charles Louis L’Héritier de Brutelle in Sertum Anglicum, 30, Tafel 42 erstbeschrieben. Zur Gattung Calliandra stellte sie erst George Bentham 1840. 1997 wurde Calliandra grandiflora (L'Hér.) Benth. als gültiger botanischer Name festgelegt. Weitere Synonyme sind: Acacia grandiflora (L'Hér.) Willd., Anneslia strigillosa Britton & Rose, Inga anomala Kunth, Calliandra anomala (Kunth) J.F.McBr., Calliandra houstoniana var. anomala (Kunth) Barneby, Calliandra strigillosa (Britton & Rose) Standl. ex Leavenw.

## Volkstümliche Namen
Cabellito, Cabellitos de àngel / de una vara, Cabello(s) de angel, Cabeza de angel (Span. »Kopf des Engels«), Canela, Chak me’ex k’in (Lakandon »der rote Bart der Sonne / des Sonnengotts«), Ch’ich’ ni’ (Totzil »blutende Nase«), Clagot, Coquito, Engelshaupt, Hierba de Canela, Lele, Meexk’in, Pambonato, Pombotano, Red Powder Puff, Saqaqa (Totonakisch), Tabardillo, Tepachera, Tepexiloxóchitl, Texoxóchitl, Timbre, Timbrillo, Tlacoxiloxóchitl (Aztekisch), Tlamacatzcatzotl, Tzonxóchitl, U me’ex k’in, Xiloxóchitl